# Swissinfo
Pour les articles homonymes, voir Swiss.

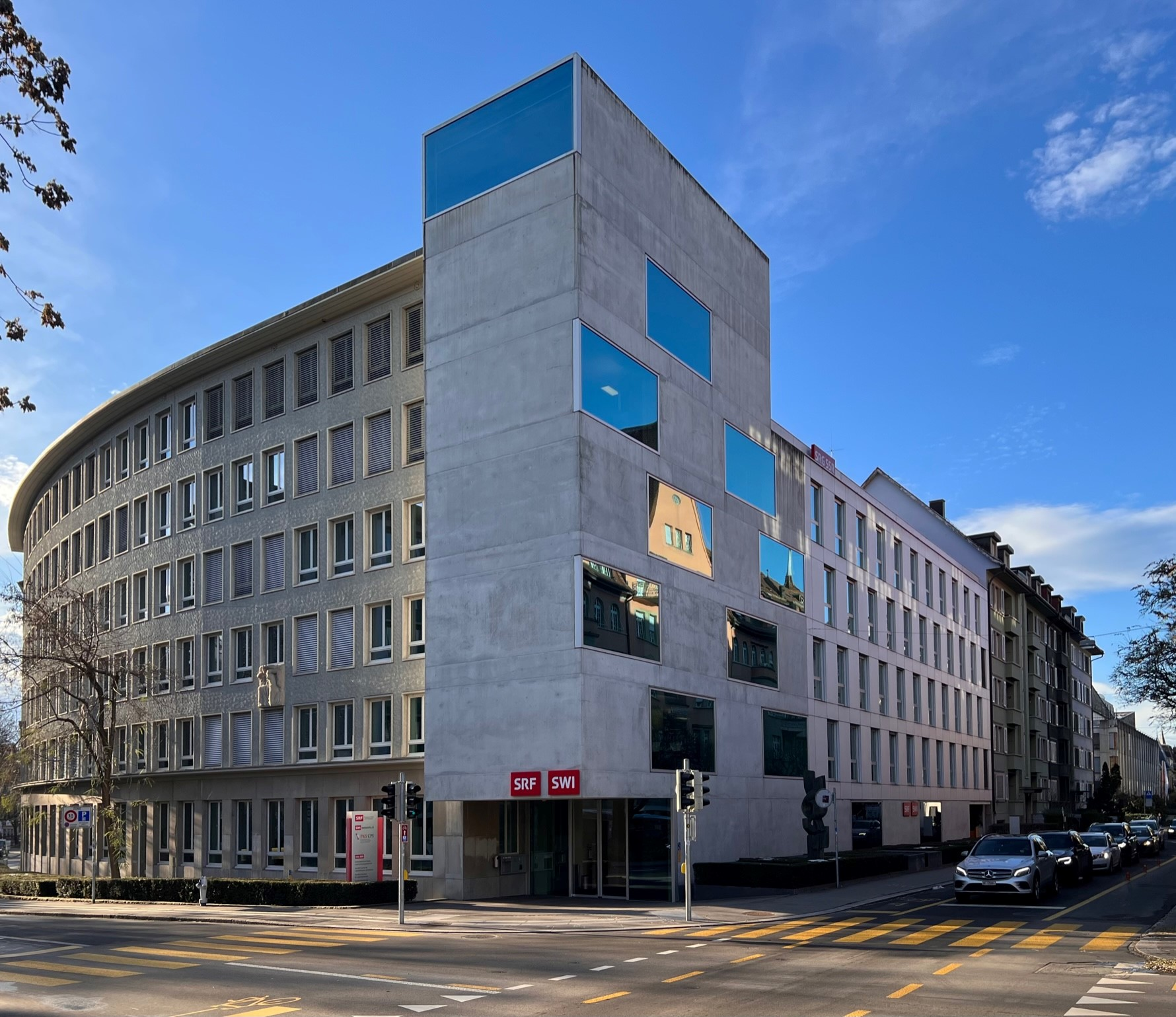
Le bâtiment de Swissinfo à la Schwartztorstrasse à Berne.

Swissinfo, officiellement SWI swissinfo.ch, anciennement Service suisse des ondes courtes puis Radio Suisse Internationale, est une plateforme en dix langues qui traite de l’actualité suisse (politique, économie, culture, science, formation et démocratie directe) sous forme d’articles écrits, de photos et de fichiers audio et vidéo. Elle s’intéresse tout particulièrement aux liens politiques, économiques et culturels de la Suisse avec l’étranger.

## Description et histoire
L'entreprise est une filiale de la Société suisse de radiodiffusion et télévision. Elle est surnommée la Voix de la Suisse.
Créée en 1935 sous le nom de Service suisse des ondes courtes (SOC), elle diffuse dans les trois langues nationales des émissions spéciales pour les Suisses de l'étranger, d'abord par l'antenne de la Société des Nations à Prangins, dans le canton de Vaud, puis depuis l'émetteur de Schwarzenburg, construit spécialement pour elle en 1939. Des émissions en anglais, espagnol et portugais s'ajoutent à l'offre de programmes à partir de 1941.
En 1962, le SOC met sur pied la première rédaction internationale de la SSR. Il diffuse aussi en arabe à partir de 1963. En raison de l'importance politique accrue de ce service multilingue à l'époque de la guerre froide, la Confédération participe à son financement à partir de 1964. Il est désigné en 1973 cinquième radio étrangère la plus crédible aux États-Unis par un sondage Gallup. Le SOC est renommé Radio Suisse Internationale en 1978.
Dans les années 1990, tandis que les émissions sur ondes courtes sont progressivement abandonnées, Radio Suisse Internationale doit changer de stratégie et passer aux nouvelles technologies de diffusion numérique.
En 1999, elle lance une plateforme Internet, www.swissinfo.org, qui donne accès dans le monde entier aux programmes de la SSR et à des informations sur la Suisse. Le service est offert en allemand, en anglais, en arabe, en chinois (depuis 2001), en espagnol, en français, en italien, en japonais et en portugais. Swissinfo cesse d'émettre sur les ondes en octobre 2004.
En 2013, le Conseil fédéral approuve le russe comme dixième langue de la plateforme Internet. Ce dernier canal compte en 2022 quatre collaborateurs, dont trois journalistes.
Le site de SWI swissinfo.ch a été relancé le 8 juin 2020. Larissa M. Bieler parlait d'un nouveau départ pour Swissinfo : « Un journalisme qui ne gave pas, mais qui met en appétit. »
Swissinfo est le premier média suisse à obtenir, en juillet 2021, le label Journalism Trust Initiative de Reporters sans frontières, qui atteste la crédibilité d'un média. La plate-forme affiche depuis la devise Nothing to hide (rien à cacher) sous son logo,,.

### Nom
- 1935 : Service suisse des ondes courtes (SOC)[1]
- 1978 : Radio Suisse Internationale[1]
- 2001 : SWI swissinfo.ch / Radio Suisse Internationale[1]
- 2014 : SWI swissinfo.ch (SWI)[11]

### Directeur
- Depuis le 19 septembre 2018 : Larissa M. Bieler[12]

- Du 1er janvier 2009[13] à fin juin 2018[14] : Peter Schibli
- Du 1er mai 1999 au ... : Nicolas Lombard[4]

### Rédacteur en chef
- 2022 à ... : Mark Livingston
- 2016 à ... : Larissa M. Bieler[15]

- 2008 à ... : Christophe Giovannini[16]

- ... à 2007 : Peter Schibli[16]

- 2000 à 2003 : Peter Salvisberg[17]

- 1991 à 1996 : François Gross[3]

## Budget et nombre de collaborateurs
- 2022 : budget de 18,7 millions de francs suisses, financé à parts égales par la Confédération et la Société suisse de radiodiffusion et télévision, et 110 collaborateurs[7]
- 2011 : 26 millions de francs et 126 collaborateurs[18]
- 2001 : 43 millions de francs et 180 collaborateurs[19]

## Identité visuelle

1999-2014
2014